# Fédération royale belge de gymnastique
 (avril 2017).
Si vous disposez d'ouvrages ou d'articles de référence ou si vous connaissez des sites web de qualité traitant du thème abordé ici, merci de compléter l'article en donnant les références utiles à sa vérifiabilité et en les liant à la section « Notes et références ».
La Fédération royale belge de gymnastique (FRBG), est la fédération belge de gymnastique et est reconnue par la Fédération internationale de gymnastique (FIG), l'Union européenne de gymnastique (UEG) et le Comité olympique et interfédéral belge (COIB).
Elle est composée de :
- la Fédération francophone de gymnastique (FfG)
- la GymnastiekFederatie Vlaanderen (nl) (GymFed)

## Fédération francophone de gymnastique

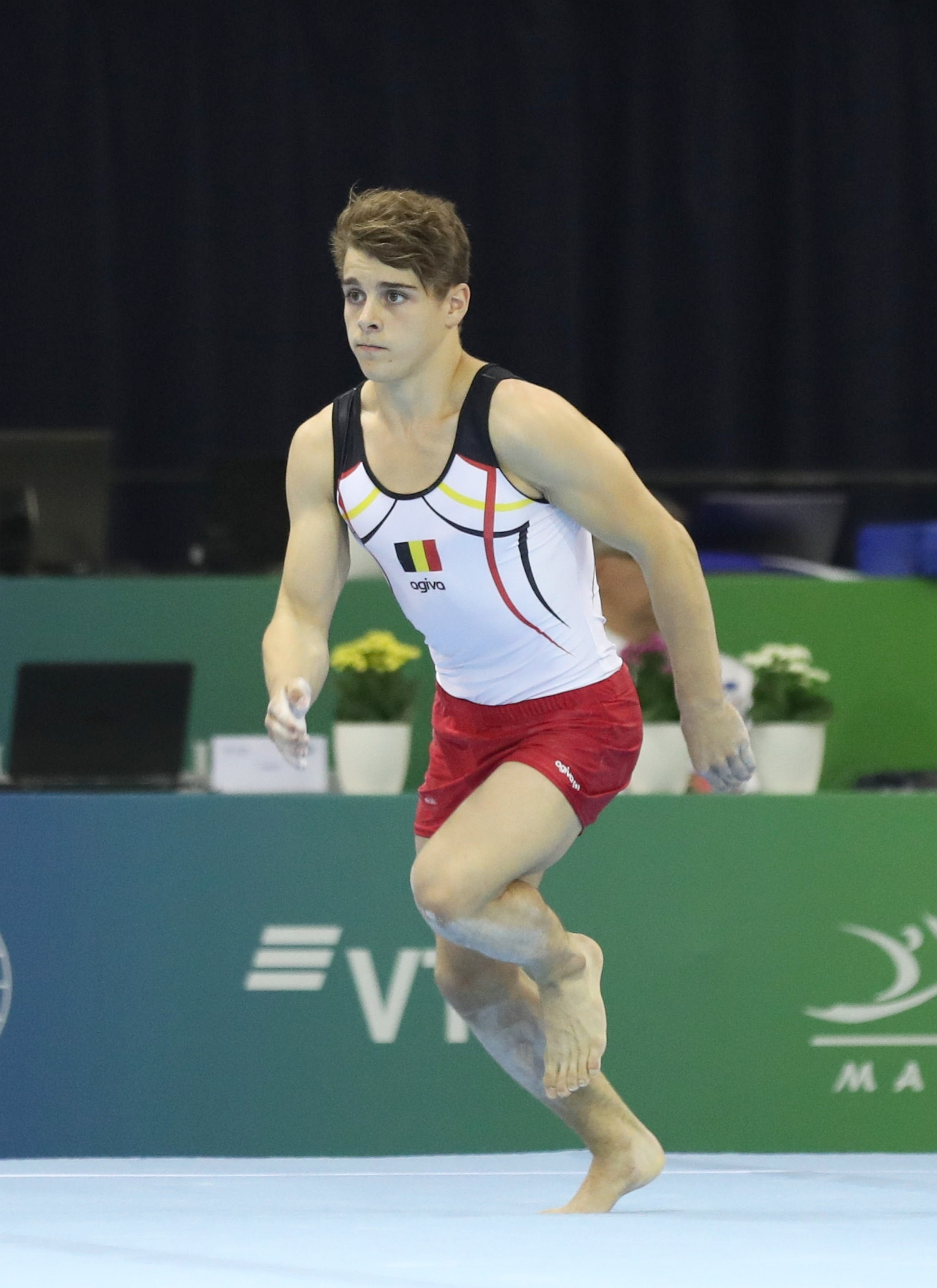
Victor Martinez, 2019

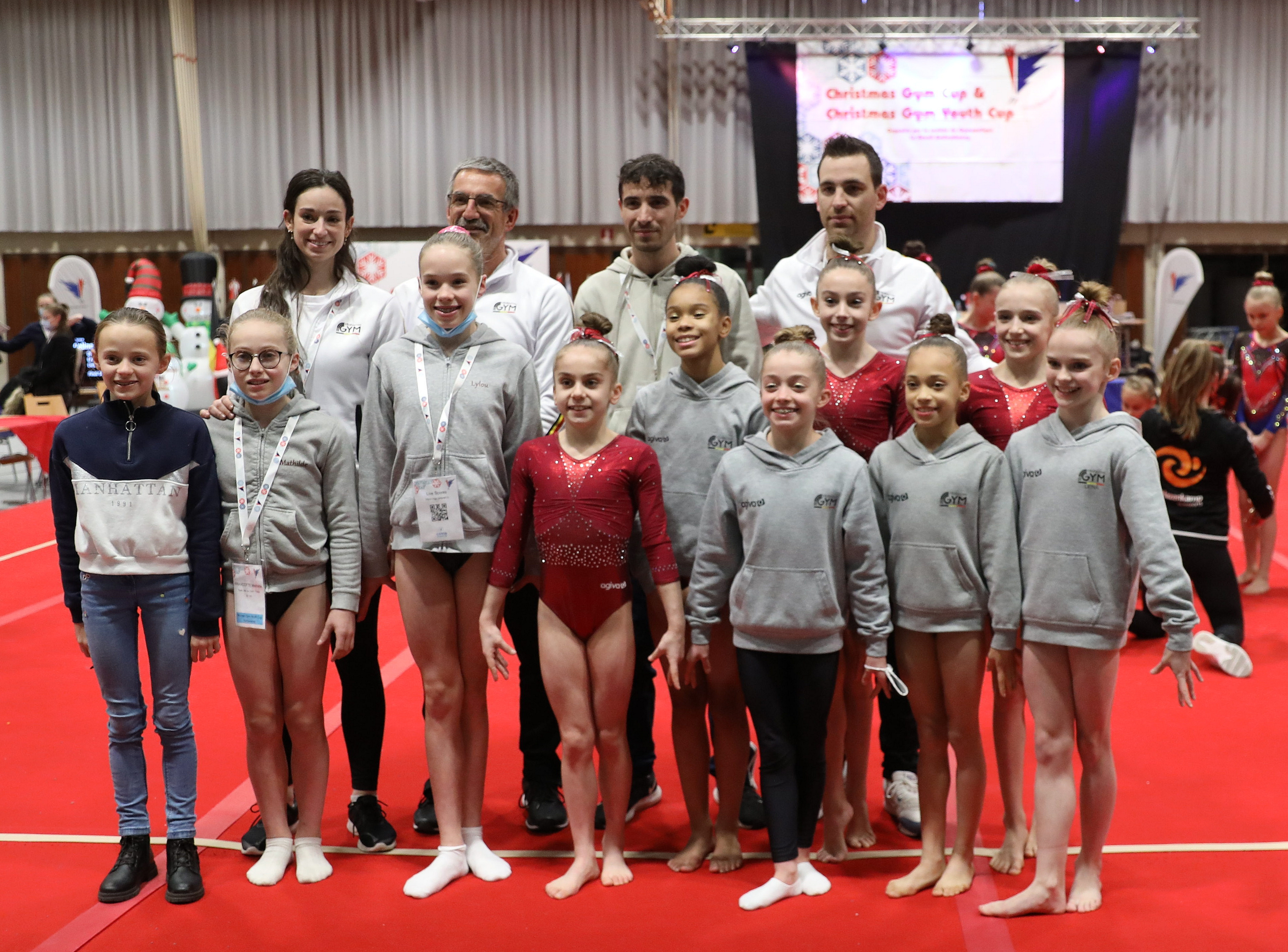
Gymnastes et entraîneurs lors d'une compétition au Luxembourg.

La Fédération francophone de gymnastique (FfG), est l'unique fédération gymnique reconnue de niveau 1 par la Fédération Wallonie-Bruxelles, en Belgique. Elle regroupe 220 clubs et 30 000 membres répartis dans cinq provinces.
La FfG forme, avec la Gymnastiekfederatie Vlaanderen (GymFed), la Fédération Royale Belge de Gymnastique (FRBG), seule fédération belge de gymnastique reconnue par la Fédération internationale de gymnastique (FIG), l'Union européenne de gymnastique (UEG) et le Comité olympique et interfédéral belge (COIB).
Tenant compte de cet environnement, la vision, les valeurs, les missions et les objectifs de la FfG trouvent pour partie leur source dans les décrets régissant le sport en Fédération Wallonie-Bruxelles, la Charte olympique et les dispositions statutaires des fédérations de gymnastique dont la FfG répond.
La FfG a également une convention de collaboration avec la Verband deutschsprachtiger Turnvereine (VDT), l'aile germanophone de la FRBG.
collectif seniors : Maxime Gentges / Maxime Guldemont / Justin Pesses / Takumi Onoshima / Victor Martinez

### Historique
La Fédération francophone de gymnastique (FfG) a été créée le 1er janvier 2008. Elle est issue de la fusion entre trois entités : l'Association francophone de gymnastique, la Fédération de gymnastique francophone et la Fédération socialiste de gymnastique.
- L'Association francophone de gymnastique, était issue de la Fédération royale belge de gymnastique, créée en 1865 et scindée en deux ailes linguistiques en 1977.
- La Fédération de gymnastique francophone, était issue de la Fédération royale catholique culturelle belge gymnique et sportive, créée en 1892 et scindée en deux ailes linguistiques en 1977.
- La Fédération socialiste de gymnastique, était issue de la Fédération socialiste de gymnastique de Belgique, créée en 1904 et scindée en deux ailes linguistiques en 1977.